# Alcórrego e Maranhão
Alcórrego e Maranhão (llamada oficialmente União das Freguesias de Alcórrego e Maranhão) es una freguesia portuguesa del municipio de Avis, distrito de Portalegre.

## Historia
Fue creada el 28 de enero de 2013 en aplicación de una resolución de la Asamblea de la República de Portugal promulgada el 16 de enero de 2013 con la unión de las freguesias de Alcôrrego y  Maranhão, pasando su sede a estar situada en la antigua freguesia de Alcôrrego.

## Demografía
| Gráfica de evolución demográfica de Alcórrego e Maranhão entre 2011 y 2021 |
|                                                                            |
| Datos según el nomenclátor publicado por el INE portugués.                 |